# 포곽

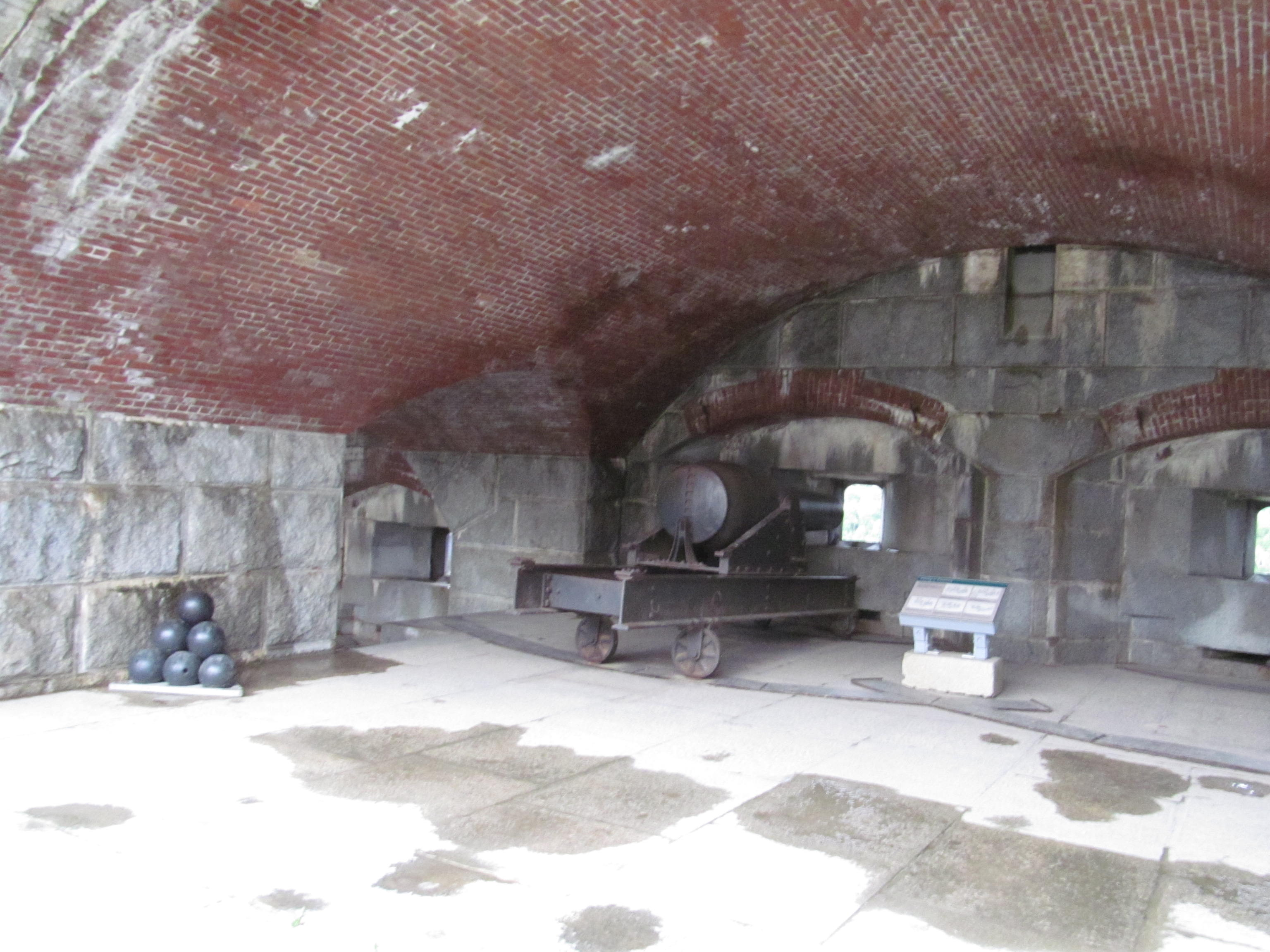

포곽 (砲廓, 영어: casemate)은 요새, 군함, 또는 기갑차량에서 요새화된 포대, 또는 포를 강화한 구조물을 의미한다. 원래 이 용어는 요새에 있는 아치형 공간을 말하는데, 이것은 저장고, 숙박시설, 또는 총안이나 개방구를 통해 발사하는 화포를 위해 사용되었을 수 있다. 비록 벽돌이나 석조 포곽들의 바깥 면은 화포의 성능이 발달하면서 이에 취약하다는 것이 증명되었지만, 철근 콘크리트의 발명은 20세기 포곽의 새로운 디자인을 만들어내는데 이바지했다. 철갑함이 도입됨에 따라, 포곽의 의미는 선체 안이나 상부 구조의 아래 부분에 함선 내 포를 방어하기 위한 구조물로 넓어졌다. 비록 함선의 주요 무장이 회전포탑에 장착되기 시작했지만, 부포는 포곽에 계속 장착되었다. 그러나 여러 문제로 인해 부포도 포탑으로 교체하게 되었다. 주포를 위한 포탑이 없는 전차의 경우, 포를 장착한 구조물을 포곽이라 부르기도 한다.

## 용어
16세기 중반 프랑스어로 처음 기록되었고, 도축장을 의미하는 이탈리아어 casamatta 또는 스페인어 casamata에서 유래하였다. 또한, 오두막을 의미하는 casa와 "갈대와 고리버들로 만든"을 의미한 라틴어 matta에서 유래하여, 습지에 창문이나 다른 구멍이 없는 낮은 지붕의 오두막을 의미하는 것일 수도 있다. 또한 거짓을 의미하는 matta를 통해 casa matta에서 유래했다고 볼 수 있다. 그러나, 이러한 단어들은 모두 그리스어 chásmata에서 유래했으며, 틈새 또는 구멍을 의미한다.

## 같이 보기
- 엄폐호
- 방어시설
- 포탑
- 특화점